# Говенские горячие источники
Говенские горячие источники — минеральные источники на полуострове Камчатка.
Находятся на территории Олюторского района Камчатского края России.
Являются самыми северными горячими ключами региона.
Расположены на южном берегу лагуны Тинтикун, в 1 км восточнее от устья впадающей в неё реки Тинтикуваям в 20 м от береговой линии. Температура воды в грифонах до 37 °C.
Вода имеет характерный запах сероводорода. Воды в источниках слаботермальные кремнистые слабоминерализованные карбонатно-гидрокарбонатно-натриевые щелочные с повышенным содержанием органических веществ, сульфидов и радона. Состав выделяющегося газа почти полностью азотный.